# Centre de détention de Joux-la-Ville
Le centre de détention de Joux-la-Ville est un centre de détention français situé dans la commune de Joux-la-Ville, au lieu-dit de La Poste-aux-Alouettes,  dans le département de l'Yonne.
Au 1er septembre 2017, l’établissement accueille 540 détenus pour 600 places.

## Histoire
Le centre de détention de Joux-la-Ville a été construit dans le cadre du « programme 13 000 ». Il a été mis en service en 1990.
L'établissement dépend du ressort de la direction interrégionale des services pénitentiaires de Dijon.
Établissement dit de "gestion mixte", la gestion du centre de détention est déléguée successivement à trois entreprises privées; GEPSA, Sodexo, puis, à partir de 2022, Elior.
Il a été construit par le cabinet d’architectes Autran, Menu, Zublena en utilisant une architecture qui fait référence à l’habitat plus qu’à l’architecture pénitentiaire traditionnelle.
La superficie totale du domaine pénitentiaire est de 128 177 m², dont 67 739 m² intra-muros.

## Actions de réinsertion
En 2019, la direction interrégionale des services pénitentiaires de Dijon met en place une programme d'aménagement de peines destiné à permettre à des détenus de la maison d'arrêt d'Auxerre et du centre de détention de Joux-la-Ville de travailler en tant que vendangeur dans les vignes avoisinantes.
La ministre de la justice, Nicole Belloubet, a visité le centre de détention en octobre 2019. Dans le quartier des femmes, elle a rencontré des détenues et s'est intéressée à leur travail ainsi qu'à leurs projets de réinsertion.
En 2020, plus du quart des détenus travaillent. Une vingtaine de détenus fabriquent des masques de protection en tissu et, une trentaine, des carrés démaquillants lavables et des gants de change pour bébé.

## Événements notables
En septembre 2009, le jour-même où Jean-Pierre Treiber s'évade de la maison d'arrêt d'Auxerre, Mohamed Amrani s'évade du centre de détention de Joux-la-Ville en se cachant dans des palettes conditionnées dans les ateliers du centre de détention qui sont, par la suite, chargées dans un camion. Il est interpellé six mois plus tard lors d’un contrôle routier en Catalogne.
À l'initiative du service pénitentiaire d’insertion et de probation de l’Yonne, des concerts sont organisés au sein du centre de détention. Des artistes tels que Sanseverino, Yves Jamait ou le groupe Tryo participent à cette initiative,,